# Parlamentswahl in Estland 1992
- M: 12
- R: 15
- KE: 17
- SK: 8
- IL: 29
- ERSP: 10
- EK: 8
- Sonst.: 2

Die Parlamentswahl in Estland 1992 fand am Sonntag, dem 20. September 1992 statt. Es war die Wahl zum 7. Riigikogu der Republik Estland und zugleich die erste freie Parlamentswahl, die im seit 1991 wieder unabhängigen Estland stattfand.

## Wahlsystem
Es wurden 101 Sitze im estnischen Parlament für eine Legislaturperiode von drei Jahren bestimmt. Für die zugelassenen Parteien galt eine Fünf-Prozent-Sperrklausel. Gewählt wurde nach dem Verhältniswahlrecht.

## Wahlergebnis
Wahlsieger wurde der Block „Vaterland“. Er holte 22,0 Prozent der Stimmen und erhielt dadurch 29 Sitze im Parlament. Auf dem zweiten Platz landete mit 13,6 Prozent der Block „Sicheres Heim“. Drittstärkste Kraft wurde der Block „Volksfront“ mit 12,3 Prozent.
| Partei                            | Partei                                        | Abkürzung              | Stimmen | Stimmen | Sitze |
| Partei                            | Partei                                        | Abkürzung              | Anzahl  | %       | Sitze |
| --------------------------------- | --------------------------------------------- | ---------------------- | ------- | ------- | ----- |
|                                   | Block "Vaterland"                             | I                      | 100.828 | 22,0    | 29    |
|                                   | Block "Sicheres Heim"                         | KK                     | 62.329  | 13,6    | 17    |
|                                   | Block "Volksfront"                            | R                      | 56.124  | 12,3    | 15    |
|                                   | Block "Die Moderaten"                         | M                      | 44.577  | 9,7     | 12    |
|                                   | Estnische nationale Unabhängigkeitspartei     | ERSP                   | 40.260  | 8,8     | 10    |
|                                   | Block "Unabhängige Royalisten"                | SK                     | 32.638  | 7,1     | 8     |
|                                   | Block "Estnischer Bürger"                     | EK                     | 31.553  | 6,9     | 8     |
|                                   | Block "Estnische Rentnerunion"                | EPL                    | 17.011  | 3,7     | —     |
|                                   | Bauernverband                                 | PK                     | 13.356  | 2,9     | —     |
|                                   | Block "Grüne"                                 | R                      | 12.009  | 2,6     | 1     |
|                                   | Unternehmerpartei                             | EEE                    | 10.946  | 2,4     | 1     |
|                                   | Block "Linke Alternative"                     | V                      | 7.374   | 1,6     | —     |
|                                   | Nationalpartei der rechtswidrig Repressierten | ÕRRE                   | 4.263   | 0,9     | —     |
|                                   | Block "Estnische Invalidenunion"              | EIL                    | 2.262   | 0,5     | —     |
|                                   | Block "Erbarmung"                             | H                      | 1.852   | 0,4     | —     |
|                                   | Block "Demokraten"                            | D                      | 744     | 0,2     | —     |
|                                   | Naturgesetzpartei                             | LP                     | 368     | 0,1     | —     |
|                                   | Unabhängige Kandidaten                        | Unabhängige Kandidaten | 19.753  | 4,3     | —     |
| Gesamt                            | Gesamt                                        | Gesamt                 | 458.266 | 100,0   | 101   |
| Gültige Stimmen                   | Gültige Stimmen                               | Gültige Stimmen        | 458.266 | 98,0    |       |
| Ungültige Stimmen                 | Ungültige Stimmen                             | Ungültige Stimmen      | 9.381   | 2,0     |       |
| Wahlbeteiligung                   | Wahlbeteiligung                               | Wahlbeteiligung        | 467.628 | 67,8    |       |
| Nichtwähler                       | Nichtwähler                                   | Nichtwähler            | 221.613 | 32,2    |       |
| Wahlberechtigte                   | Wahlberechtigte                               | Wahlberechtigte        | 689.241 | —       |       |
| Quelle: Staatliche Wahlkommission |                                               |                        |         |         |       |